# Vorentflammung
Die Vorentflammung ist eine Verbrennungsanomalie bei ottomotorischen, zumeist hoch aufgeladenen Brennverfahren. Sie unterscheidet sich vom Klopfen dadurch, dass ein Brennen des Gemisches bereits vor dem Ende des Verdichtungshubs und der Zündung anfängt. Besonders im Rahmen des Downsizing von Ottomotoren gewinnt das Phänomen Vorentflammung an Bedeutung. Um beispielsweise bessere Verbrauchs- und Schadstoffwerte zu erreichen, werden dabei gleichzeitig das Hubraumvolumen verringert und die Hubraumleistung erhöht. Vorentflammung gilt für eine weitere Optimierung als limitierender Faktor.
Noch sind nicht alle Einflussfaktoren und Ursachen für das Phänomen geklärt. Dazu gehören aber: Druck- und Temperaturbedingungen, Hot Spots an den Zylinderwänden, Restgas, Temperaturfluktuationen im Arbeitsgas, die Ablösung von Schmierstofftröpfchen von der Zylinderwand sowie eine kritisch hohe Verdichtungstemperatur, Partikel und bestimmte Eigenschaften der Kraftstoffe.
Vorentflammungen sind gekennzeichnet durch einen besonders raschen und vor dem eigentlich vorgesehenen Zeitpunkt ablaufenden Druckanstieg im Brennraum. Da die Zündung noch im Verdichtungstakt auftritt, kommt es zu diesem besonders hohen Druck. Dabei wird häufig der zulässige Höchstdruck des Motors überschritten. Die als Folge auftretende hohe mechanische Belastung auf Motorblock und Zylinderkopf führen dann zum plötzlichen Versagen dieser Bauteile. Bereits wenige Vorentflammungen können einen Verbrennungsmotor schwer beschädigen.
Während die meisten Einflussfaktoren vorrangig eine Problemstellung für die Weiterentwicklung von Ottomotoren stellen, können Ablagerungen und Partikel auch in aktuellen Motoren eine Vorentflammung auslösen. Beide Ursachen lassen sich in Ottomotoren mit Direkteinspritzung kaum vermeiden. Die Gründe liegen unter anderem in unterschiedlichen Fahrprofilen, die sich in der Konstruktion nicht alle abdecken lassen, sowie in Eigenschaften der Kraftstoffe und Motoröle. Im Ergebnis kann es zu rußender Verbrennung und Öleintrag im Zylinder kommen. Öl- und Rußpartikel können sich an den Wänden und Bauteilen ablagern und sich während der Arbeitsprozesse als Partikel lösen. Als freibewegliche Partikel nehmen sie die Temperatur im Zylinder auf und können diese nicht über Wände oder Bauteile abführen. Ab einer bestimmten Größe verlöschen die Partikel nicht mehr rechtzeitig und können dann im folgenden Zyklus zu einer Vorentflammung des Kraftstoff-Luftgemischs führen. Als Lösung sehen Entwickler weltweit einen umfassenden Ansatz, der Weiterentwicklung und Optimierung von Motordesign, Öl- und Kraftstoffzusammensetzung in den Blick nimmt. Für die aktuelle Motorengeneration bieten mehrere Hersteller Additive sowie spezielle Reinigungsmittel für den Brennraum an.